# Al-Adnanijja Fardżin
Al-Adnanijja Fardżin (arab. العدنانية فرجين) – wieś w Syrii, w muhafazie Idlib. W 2004 roku liczyła 517 mieszkańców.